# War of Kings (серия комиксов)
War of Kings — ограниченная серия комиксов, состоящая из 6 выпусков, которую издавала Marvel Comics с марта по август 2009 года.

## Синопсис
После сюжетной линии Secret Invasion Чёрный Гром и Нелюди возвращаются к Крии за своим правом на правление. Они вступают в прямой конфликт с Императором Вулканом и его экспансией Ши’ар.

## Отзывы
На сайте Comic Book Round Up серия комиксов имеет оценку 8,4 из 10 на основе 40 отзывов.
| Выпуск | Рецензент | Рецензент            |
| Выпуск | IGN       | Comic Book Resources |
| ------ | --------- | -------------------- |
| #1     | 8,8/10    | —                    |
| #2     | 8,9/10    | —                    |
| #3     | 8,7/10    | —                    |
| #4     | 8,1/10    | —                    |
| #5     | 9/10      | —                    |
| #6     | 9,2/10    | —                    |